# Marvaux-Vieux
 Marvaux-Vieux  là một xã ở tỉnh Ardennes, thuộc vùng Grand Est ở phía bắc nước Pháp.